# أفينيونيت دي بويغ فينتوس
بلدية أفينيونيت دي بويغ فينتوس (بالإسبانية: Aviñonet de Puig Ventós) هي بلدية تقع في مقاطعة جرندة التابعة لمنطقة كتالونيا شمال شرق إسبانيا.

## الديموغرافيا
بلغ عدد سكان بلدية أفينيونيت دي بويغ فينتوس 1.509 نسمة عام 2011 (وفقاً للمعهد الوطني الإسباني للإحصاء).
| 473 | 794 | 507 | 1.101 | 1.361 | 1.449 | 1.509 |